# Прапор Покровського району (Донецька область)
Пра́пор Покровського райо́ну — офіційний символ Покровськогоо району Донецької області, затверджений 4 липня 2002 року рішенням № 4/8-11 сесії Покровської районної ради.

## Опис
Прапор являє собою прямокутне полотнище, що має співвідношення ширини до довжини 2:3 і складається з трьох горизонтальних смуг — блакитного, білого і зеленого кольорів зі співвідношенням 2:1:2. У центрі першої смуги розміщена жовта ліра, другої — три чорних бруски, а третьої — два жовтих колоса, нахилених до знамена та вільного краю.